# Taşlıcalı Yahya Bey
Taşlıcalı Yahya Bey (1498–1582; törökül ismert mint Dukaginzâde Yahyâ bey vagy Yahya bey Dukagjini, albánul Jahja bej Dukagjini) oszmán költő és katona. A legismertebb diván költő a 16. században. Az oszmán-török nyelv alapjainak megalkotója.
Ifjú korában toborozták az oszmánok katonai szolgálatra, az úgynevezett devsirme szokásai szerint, melynek lényege az volt, hogy a 8–18 év közötti fiúkat családjuktól elszakítva katonai szolgálatra nevelték. Amellett, hogy költészete jelentős, fontos katonai szerepet játszott az Oszmán Birodalom terjeszkedésében, melynek hadseregében bölükbaşı, azaz hadnagyi rangban szolgált. Részt vett az oszmán mameluk háborúban 1516 és 1517 között, a bagdadi expedícióban 1535-ben és Szigetvár ostromában is 1566-ban. I. Szulejmán legidősebb fiának, Musztafa hercegnek kivégzése után írta talán leghíresebb elégiáját, a „Şehzade Mersiyesi – A herceg siralmai”, abban a herceget dicsőítve és annak kivégzésének körülményeit taglalva. Művének is köszönhetően kegyvesztett lett, élete utolsó szakaszát száműzetésben élte le a Balkánon.
Mint költő, munkásságát az eredetiség és az újítás jellemezte, a perzsa irodalom jeles képviselője, e témában írt legjelentősebb műve a Yusuf és Züleyha. A diván irányzat legjelentősebb költője, verseit úgynevezett mesnevîbe foglalta, ebből öt maradt fenn az utókornak, nagy hatást gyakorolva a perzsa hagyományokra.

## Élete

### Származása
Yahya 1498-ban született Taşlıca városában (a mai Pljevlja, Montenegróban), innen ered a neve, Taşlicali (Taşlıcából való), bár Muallim Naci török költő és író szerint ő maga sohasem használta ezt a nevet, az viszont valószínűsíthető, hogy rokoni kapcsolatban állt Dukaginzade Ahmad Bey költővel. Pontos születési ideje nem ismert, azonban történészek egyöntetűen 1498-at jelölik meg. Származása szerint albán, Robert Elsie szerint késői leszármazottja a katolikus vallású Dukagjini törzsnek. E szerint a nemesi Dukagjini család leszármazottja, Martijn Theodoor Houtsma holland történészkutatásai szerint később innen vitték el az oszmánok a devşirme szokásai szerint katonának.

### Katonaként és költőként
Yahya janicsárként szolgált az oszmán hadseregben az „Acemi oglan” hadtestben, ahol janicsárokat és szpáhikat képeztek ki. Később yayabashi (gyalogos tiszt) és bölükbaşı (hadnagy) rangban teljesített szolgálatot. A Shihab al-Din (a janicsárok titkára) elismerte szorgalmát és tudását, ezért egyre több szabadidőt biztosított neki, amit Yahya különböző szellemi csoportosulások körében töltött. Kapcsolatban állt olyan köztiszteletben álló személyekkel mint Bergamalı Kadrî, Ibn Kemal, Nisandzsi Tadzsizade Dzsáfer Cselebi, Iszkender Cselebi, de élvezte a nagyvezír Pargali Ibrahim kegyét és bizalmát is. Yahya ugyan elsősorban költőnek tartotta magát, azonban hírnevet katonai előmenetelével is szerzett magának, amit elősegített a kornak megfelelő szemlélet, amikor a származás nem, csakis a harctéri teljesítmény számított.
Yahya Bey fiatal korában részt vett a csáldiráni csatában I. Szelim seregének tagjaként, csakúgy mint az 1516–1517-es oszmánok mamelukok elleni háborújában. I. Szulejmán idejében ott volt a bagdadi expedícióban. Szulejmán kiemelt figyelmet fordított költészetére, amire, mivel korai éveit a janicsárok között töltötte, ezen hadjáratok inspirálólag hatottak. Elias John Wilkinson Gibb, skót orientalista szerint a „Yusuf és Züleyha” című művét úton Mekkába, valahol Palesztínában írta. Egyiptom különösen lenyűgözte, Kairót csak „József városa”-ként emlegette.
Keserű ellenérzést táplált a kortárs költő, Khayali iránt, akivel 1536-ban találkozott először és akinek költészetét gúnyos kritikával illette. Kaszídát, azaz egyfajta ódát írt az oszmán szafavida háború ideje alatt a nagyvezír Rüsztem pasáról és a szultánról, annak ellenére, hogy előbbi ellenséges költőnek, műveit birodalomellenesnek ítélte. Yahya több alapítványt működtetett Bursa és Isztambul városában.

### Utolsó évei a száműzetésben
Mikor részben Rüsztem pasa hamis vádjainak következtében a trónörökös Musztafa herceget 1553-ban Konya városától nem messze kivégezték, Yahya bej egy elégiát írt a „Şehzade Mersiyesi – A herceg siralmai” címmel. A mű a kivégzés előzményeit és körülményeit meséli el, és bár a nép körében népszerűségre tett szert, a nagyvezír Rüsztem pasa Yahya tettét elítélte. Maga elé hívatta a költőt, majd megkérdezte tőle, „hogyan mertek siratni olyasvalakit, akit a szultán elítélt?” Yahya válasza így szólt: „a szultán ugyan elítélte, de az emberek gyászolják.”
|  | „ ... Yalancınun kuru bühtânı bugz-ı pinhânı / Akıtdı yaşumuzı yakdı nâr-ı hicrânı A rágalmazás és a titkos ellenszenv könnyeket csalt szemünkbe; a szétválasztás tüzét gyújtva lángra Cinâyet itmedi cânî gibi anun cânı / Boguldı seyl-i belâya tagıldı erkânı Soha nem gyilkolt meg senkit, de az ő életét elnyomta ezernyi csapás N’olaydı görmeye idi bu mâcerâyı gözüm / Yazuklar ana revâ görmedi bu râyı gözüm Bár soha nem láttam ezt az eseményt. Milyen kár: a szemem nem engedte ezt a lehetőséget ... ” |
|  | |

A fővezír mindent megtett, hogy Yahyát kivégezzék. Szulejmán a kivégzést nem hagyta jóvá, csupán megfosztotta a poétát hivatali tisztségeitől, élete hátralevő részét száműzetésben töltötte. Yahya élettörténete egy később Ali néven író költőre oly mély benyomást tett, hogy az arab költészet és a perzsa irodalom legjelentősebb alakjaként jellemezte. „Ez a költő túl tehetséges, nem támogatják a féltékeny politikusok és később emigrációra ítélték határ menti tartományokba.”
Arról nincs széles körű megegyezés a történészek között, hogy Yahya mikor halhatott meg, de a legtöbb forrás 1582-t jelöli meg, míg más vélekedések szerint 1575-ben hunyt el. A legtöbb forrás arra utal, hogy nyughelye Loznica városában, a zvorniki szandzsákban lehetett, de említik Temesvárt és Romániát is. Többen úgy vélekednek, hogy Isztambulban, Bursalı Mehmet Tahir Bey nyughelyén temették el földi maradványait.

## Versei
Elias John Wilkinson Gibb szerint Yahya költészete éppen olyan érdekes volt mint élete. Gibb több alkalommal dicsérte abbéli felfogását, hogy megkísérelte, hogy az oszmán költészetet az összes nem töröknek, ázsiaiaknak, és az európaiaknak írja. Véleménye szerint versei nyelvezetén észrevehető, hogy Yahya nem isztambuli származású és nem is ott nevelkedett, illetve az oktatása sem muszlim. Gibb azt is hozzáteszi, hogy Dukagjini, ahogy Európában sok helyen nevezték, írásaiban fellelhető az eredetiség, az egyszerűség és az életerő. Gibb szerint erre a legjobb példa a Yusuf és Züleyha. A vers témája a perzsa irodalomból kölcsönzött, mégis sajátos hangvételű, emiatt is örvendett nagy népszerűségnek.
Ez tisztességes könyv, ez a bölcsesség gyöngye,
Legtöbb esetben saját elképzeléseit papírra vetve;
Fordítása nem lenne helyénvaló;
S én nem venném ajkaimra egy halott szavait.
Nem kerestem a szavak más jelentését,
Nem kevertem verseim idegen szavakkal.
Az én nyelvem nem volt a perzsák dragomája,
S én nem ettem halott perzsák étkét.
Yahva alapvetően a diváni irányzat költője volt, verseit pedig öt mesnevîbe foglalta össze. Ezeket aztán Khamsa (azaz „öt vers”) formájában tárta nyilvánosság elé. Ez a Khamsa képezte munkája legfontosabb részét. Legjelentősebb ilyen művei a Shah u Geda (A király és a koldus), amelyről azt állította, hogy mindössze egy hét alatt fejezte be, illetve a Yusuf és Züleyha, amely egy romantikus költemény, két fiatal tiszta szerelméről.
A khamse első két versével, amelyek lírai művek, ellentétben a három utolsó vers inkább aforizma az élet szabályairól és erkölcséről. A Kitáb-ı Usul (Eljárások könyve) 10 különböző részre osztható, melyben minden egyes rész két különböző erkölcsi tulajdonságot illusztrál anekdota képében az olvasónak. Az anekdoták tele vannak leírásokkal, történelmi és kitalált személyekkel, és több ismeretlen forrásból származnak. A legtöbb rész előtt a következő kétsoros éneket használják, afféle refrénként:
Mi szükség van a vitára, mely a viszály oka?
Ez a könyv, az Eljárások könyve határozza meg életed.
Gül-i Şadberk című műve Mohamed próféta csodás tetteit énekli meg, valószínűleg időskori műve, amely tiszta vallási műként is felfogható. A Gülşen-i Envar 40 rövid szakaszra, úgynevezett „diskurzusra” osztható.
Az első két verse gyűjtemények formájában jelent meg Isztambulban 1867–1868 között. Mint sok más kortársáét is, az ő költészetét is Dzsalál ad-Dín Rúmí munkássága és költészete ihlette. Yahya számos művében hivatkozik rá, „Mevlana”, „Molla Hünkar”, vagy „Molla-i Rum” néven emlegetve.
Yahya úgynevezett „Şehrengizt” azaz Város Könyvet is írt, ahol ismerteti Edirne és Isztambul mindennapjait.

### Művei
Az alábbi listában vannak feltüntetve Taşlıcalı Yahya fennmaradt művei:
- Diván, 1977-ben nyomtatták ki Isztambulban (Összegyűjtött versei Mehmet Çavuşoğlu munkájának köszönhetően jelentek meg 1983-ban).
- Khamsa (Öt versek):
  1. Şah ü Geda - A király és a koldus
  2. Yusuf ve Züleyha - Yusuf és Züleyha
  3. Gencine-i Raz - A kincs titkai
  4. Gülşen-i Envar - A rózsakert fényei
  5. Kitab-ı Usul - Eljárások könyve
- Şehrengiz-i İstanbul (Isztambul városának könyve), Mehmet Çavuşoğlu publikálta Türk Dili ve Edebiyatı Dergisi címmel 1969-ben
- Şehrengiz-i Edirne (Edirne városának könyve)

Két további verset tulajdonítanak még neki:
- Nāz ü-Niyāz
- Sulaimān-nāme (mintegy 2000 verset tartalmaz, de befejezetlen maradt)

## Emlékezete
Feljegyzések szerint bátor katona volt, aki kiválóan forgatta a kardot és a tollat egyaránt. Legfigyelemreméltóbb vonása nyíltsága és bátorsága volt. Yahya Beyt a 16. századi költészet legnagyobb alakjának tartják. A Szulejmán (Muhteşem Yüzyıl) tévésorozatban Serkan Altunorak török színész alakította.

## Fordítás
Ez a szócikk részben vagy egészben  a   Yahya bey Dukagjini című angol Wikipédia-szócikk fordításán alapul.  Az eredeti cikk szerkesztőit annak laptörténete sorolja fel. Ez a jelzés csupán a megfogalmazás eredetét és a szerzői jogokat jelzi, nem szolgál a cikkben szereplő információk forrásmegjelöléseként.

## Külső hivatkozások
- En Hazin Mersiyenin Şairi: TAŞLICALI YAHYA BEY (törökül)